# Elisabeth Baum
Elisabeth Baum (* 27. März 1964 in Heide/Holstein) ist eine deutsche Politikerin der Linken. Sie war Mitglied der 19. Hamburgischen Bürgerschaft.

## Leben
Elisabeth Baum machte nach der Realschule in Itzehoe eine Ausbildung im Einzelhandel. Im Jahr 1984 zog sie nach Hamburg. Sie arbeitete nach dem Umzug wieder als Einzelhandelskauffrau in einer Filiale eines Einzelhandelsunternehmens und übernahm dort die Aufgabe als Betriebsrätin. Heute ist sie als Verwaltungsangestellte im Einzelhandel tätig. Sie ist Mitglied der Gewerkschaft HBV (seit 2001 ver.di). Seit 1986 ist sie verheiratet und hat zwei Kinder.

## Politik
Elisabeth Baum war kurzzeitig Mitglied der SPD und trat dann 2004 in die WASG ein, die sich später mit der PDS zur Partei Die Linke zusammenschloss. Sie selber sah ihre Schwerpunkte in der Arbeits- und Sozialpolitik. Sie forderte einen Mindestlohn für den Handel und ist gegen eine weitere Ausweitung von Ladenöffnungszeiten.
Sie wurde bei der Wahl 2008 über die Wahlkreisliste der Linken als Abgeordnete für den Wahlkreis Billstedt – Wilhelmsburg – Finkenwerder in die Hamburgische Bürgerschaft gewählt. In der Bürgerschaft war sie für ihre Fraktion Fachsprecherin für Arbeitsmarkt-, Wirtschafts- sowie Gewerkschaftspolitik. Zudem saß sie in den Ausschüssen Wirtschaft, Gesundheit, Stadtentwicklung sowie Umwelt. Sie ist auch Mitglied des „Plattdeutschen Rates“ in Hamburg.
Im Januar 2011 trat Elisabeth Baum aus der Partei DIE LINKE aus und ließ ihr Mandat in der Hamburgischen Bürgerschaft auslaufen.
Sie ist gewerkschaftlich in der Tarifkommission für den Hamburger Einzelhandel tätig. Auf Vorschlag der Gewerkschaft Verdi ist sie ab Frühjahr 2011 beisitzende ehrenamtliche Richterin beim Hamburger Arbeitsgericht.